# Alliance pour le développement des Maldives
L'Alliance pour le développement des Maldives, (en maldivien : މޯލްޑިވްސް ޑިވެލޮޕްމަންޓް އެލަޔަންސް) est un parti politique maldivien fondé en 2012 et dirigé par Ahmed Shiyam Mohamed.

## Histoire
Le parti est en coalition avec le Parti républicain et le Parti progressiste des Maldives pour les élections législatives maldiviennes de 2014.

## Résultats électoraux

### Élections législatives
| Année | Voix  | %    | Sièges | Gouvernement |
| ----- | ----- | ---- | ------ | ------------ |
| 2014  | 7 496 | 4,04 | 5 / 85 | Gouvernement |
| 2019  | 6 636 | 3,16 | 2 / 87 | Opposition   |
| 2024  | 4 071 | 1,93 | 1 / 93 | Opposition   |